# Sartaguda
Sartaguda es una villa y un municipio español de la Comunidad Foral de Navarra, situado en la Merindad de Estella, en la comarca de la Ribera del Alto Ebro y a 82 km de la capital de la comunidad, Pamplona. Su población en 2024 fue de 1325 habitantes (INE).

## Símbolos
El escudo de armas de la villa de Sartaguda tiene el siguiente blasón:

Trae de oro y el jefe de sable.

Este escudo que viene usándose desde el año 1923, previa consulta a la Diputación Foral de Navarra son las armas de los Zubiza, señores que fueron de la villa. En sus sellos antiguos se representaba un castillo, símbolo de la casa fuerte que el rey poseía en la villa.

## Geografía
La localidad de Sartaguda está situada en la parte Suroeste de la Comunidad Foral de Navarra, dentro de la región geográfica de la Ribera de Navarra, la comarca geográfica de la Ribera Estellesa y a una altitud de 336 m s. n. m. Su término municipal tiene una superficie de 14,9 km² y limita al norte y Oeste con el municipio de Lodosa, al este con los de Cárcar y Andosilla; y al sur con el de Pradejón en la comunidad autónoma de La Rioja.

### Relieve e hidrografía
Dos unidades geomorfológicas pueden distinguirse en su territorio: al norte afloran los yesos y arcillas plegados en un sinclinal y al sur los aluviones de las terrazas del Ebro. La altitud discurre de los 422 m s. n. m. de su parte más alta, a los 310 m s. n. m. del río Ebro.

### Clima
El clima es de carácter mediterráneo y en él existen fuertes oscilaciones térmicas entre los inviernos, que son fríos (media de enero 4,2°) y los veranos, que son calurosos y secos (media de julio 21,9°), y por la escasez e irregularidad de las precipitaciones (497 mm. anuales, caídos en 50 o 60 días).

## Historia

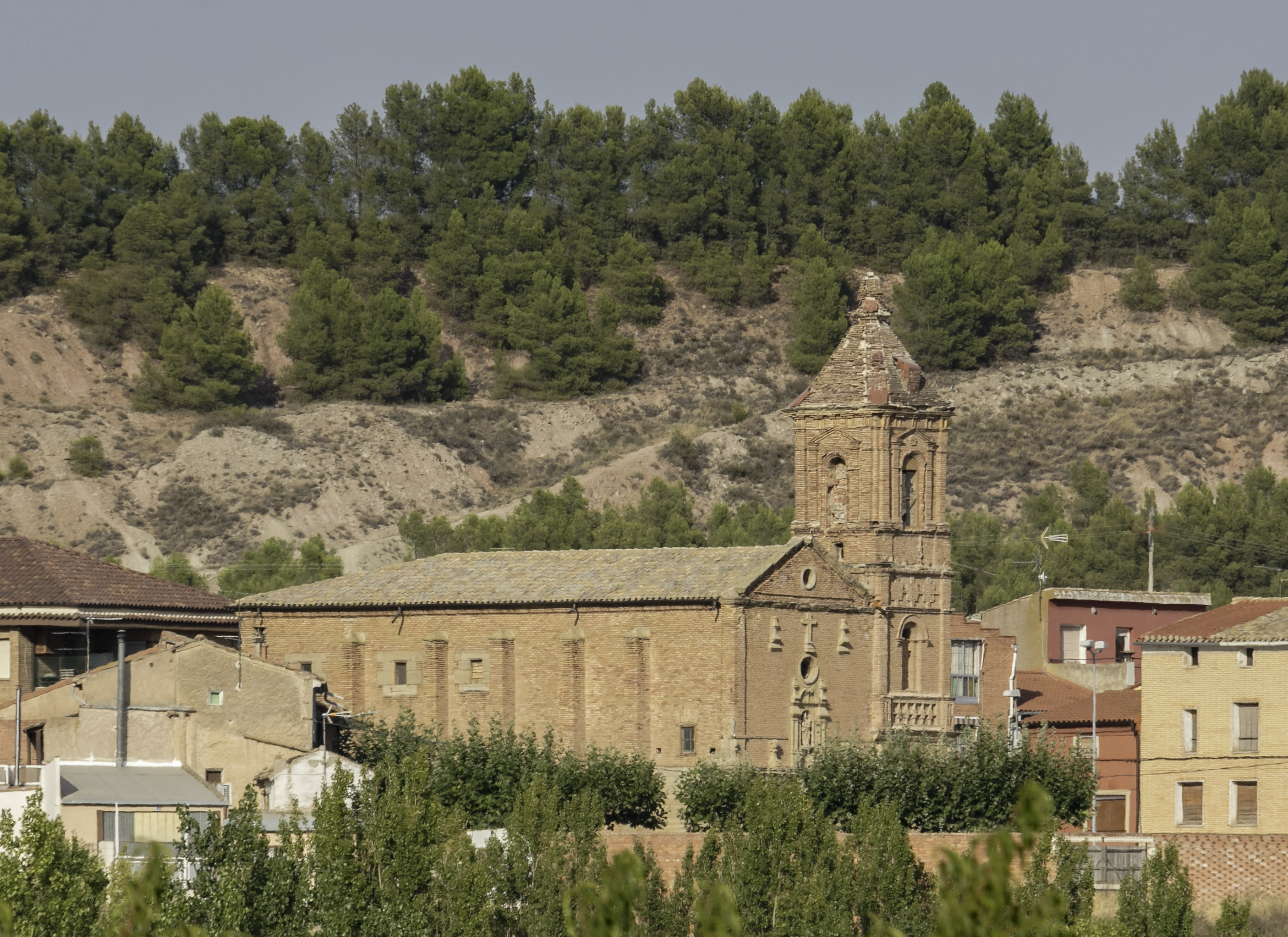
Antigua parroquia

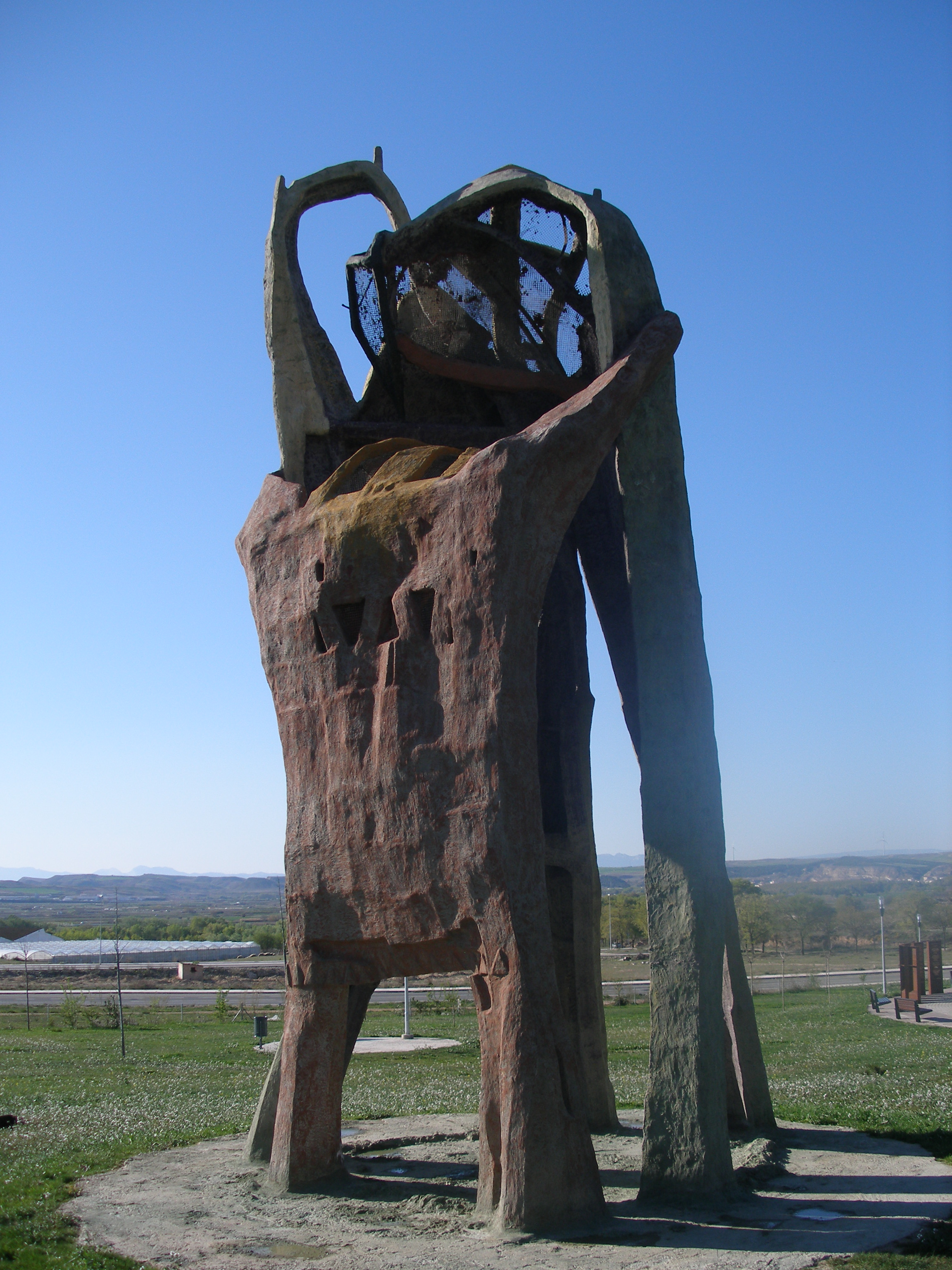
La obra de Joxe Ulibarrena en el parque de la Memoria. Representa a tres jóvenes que mueren fusilados fundidos en un abrazo. El recuerdo del artista que lo presenció en Pamplona en 1936

La depresión del Ebro y su fértil tierra ha supuesto a lo largo de la historia que esta localidad sea un lugar de paso o de asentamiento para diferentes tipos de pobladores. Se ha podido constatar yacimientos de población con un carácter estable desde el Paleolítico Superior, en el término denominado Alto la Mesilla.
Villa de señorío hasta el año 1943, presenta la existencia de las villae romanas de las cuales apenas quedan vestigios, algunos trozos de columnas y capiteles se encuentran frente a las piscinas municipales, dolium para el almacenamiento de grano o aceite y fragmentos de cerámica terra sigilata del siglo II al IV
El nombre del lugar, interpretado en latín como Sartacutia o Sartacuta (1063) y en romance Sartaguda desde el siglo XIII, hace constancia a un lugar alto y con vegetación.
Tenencia navarra en el siglo XI y señorío posteriormente, la Corona poseyó palacio, bienes y rentas que Carlos el Noble dio a Carlos de Beaumont. Como consecuencia de su situación geográfica y de las cruentas luchas civiles entre agramonteses y beaumonteses, la Villa quedó despoblada hasta el año 1508. Hasta el siglo XIX perteneció a Sartaguda el término de La Torre, en la margen derecha del río Ebro y son varios los escritos y mapas en los que aparece una Sartaguda Alta y otra al otro lado del río.
Todas las tierras del término de Sartaguda, incluidos los edificios, pertenecían al duque del Infantado. Los colonos pagaban al dueño un canon anual por los solares de las viviendas, por el uso del molino, etc. Las tierras eran cultivadas mediante contratos de arrendamiento y pago de rentas anuales en trigo o por contratos en régimen de aparcería, repartiéndose las cosechas entre el señor y el mediero. En el año 1922 fueron vendidas algunas tierras a diferentes familias en el paraje agrario llamado El Cumbrero.
Las reivindicaciones de tierras por parte de los colonos fueron constantes durante los años que gobernó Primo de Rivera, así como durante la II República, fracasando las gestiones para su reparto entre los vecinos, las cuales fueron llevadas a cabo ante el duque del Infantado por Manuel de Irujo (diputado del PNV por la Merindad de Estella en 1923). Poco después fueron varios los vecinos que solicitaban tierra, contestando en repetidas ocasiones el administrador del duque que no se repartiría ni «un tormo de tierra». Después de un cruento inicio en la guerra civil, la Diputación Foral de Navarra inició gestiones con los duques del Infantado para la adquisición del señorío, comprado por 4 700 000 pts. para ser repartido y vendido entre los vecinos, por el acuerdo de fecha 7 de octubre de 1942 y formalizada la escritura de compra el 10 de febrero del año 1943, reservándose edificios y terrenos para construir el ayuntamiento, la nueva iglesia parroquial y otros servicios.

### Pueblo de las Viudas
En 1930 Sartaguda contaba con 1.200 habitantes. Las sucesivas elecciones habían dado la mayoría en el pueblo primero a la Conjunción Republicano-Socialista (municipales y generales de 1931), PSOE (1933) y Frente Popular (1936). Por ello, la represión iniciada en el pueblo al iniciarse la Guerra Civil se cobró la vida de por lo menos 86 personas. Entre ellos el alcalde del PSOE Eustaquio Mangado Urbiola y los concejales Antonio Martínez Sádaba, Eusebio Moreno Mena, Ricardo Moreno Sola, Valentín Narcue Moreno y Benigno Oteiza Viguera. El 9 de septiembre numerosos hombres fueron llamados a la plaza del pueblo para acudir «voluntarios» a la Bandera General Sanjurjo de la Legión Española. De estos «voluntarios», 45 de ellos fueron fusilados entre el 2 y 4 de octubre.
En el frente de batalla murieron 15 vecinos, de ellos tan solo cinco eran de derechas. El resto simpatizaba e incluso eran afiliados de la izquierda, seis de ellos murieron enrolados en la Bandera Sanjurjo, tras sobrevivir a las matanzas de octubre.
Esta sangrienta represión provocó que en lo sucesivo el pueblo fuera denominado el «Pueblo de las Viudas». Las viudas, además, sufrieron el desvalijamiento de sus casas y sufrieron multas; les embargaron tierras, maíz, remolacha, sacas de harina, aceite... Sus tierras se convirtieron en objetivo de algunos, por lo que las viudas hicieron causa común para trabajarlas y defenderlas.

## Demografía
Sartaguda cuenta con una población de 1325 habitantes (INE 2024).
| Gráfica de evolución demográfica de Sartaguda entre 1842 y 2021                                                     |
| |
| Población de derecho según los censos de población del INE Población de hecho según los censos de población del INE |

### Transporte y comunicaciones
Hay tres carreteras para llegar a Sartaguda:
1. Carretera local NA 6221 que enlaza con la comarcal NA-134, Eje del Ebro, en las cercanías de Lodosa.
2. Carretera local que enlaza mediante accesos y puente sobre el río Ebro con la comarcal NA-123, El Villar de Arnedo-Lodosa.
3. Enlace con la autopista en el término de Lodosa a la Autopista Vasco-Aragonesa AP-68

## Administración y política
| Partido político                                            | 2019  | 2019       | 2015  | 2015       | 2011  | 2011       | 2007  | 2007       | 2003  | 2003       | 1999  | 1999       | 1995  | 1995       | 1991  | 1991       |
| Partido político                                            | %     | Concejales | %     | Concejales | %     | Concejales | %     | Concejales | %     | Concejales | %     | Concejales | %     | Concejales | %     | Concejales |
| Euskal Herria Bildu (EH Bildu)-Bildu                        | 43,99 | 4          | 30,68 | 3          | 19,83 | 2          | —     | —          | —     | —          | —     | —          | —     | —          | —     | —          |
| Navarra Suma (NA+)                                          | 31,85 | 3          | —     | —          | —     | —          | —     | —          | —     | —          | —     | —          | —     | —          | —     | —          |
| Partido Socialista de Navarra (PSN-PSOE)                    | 21,54 | 2          | 11,08 | 1          | 16,85 | 1          | 38,24 | 4          | 46,66 | 4          | 43,81 | 4          | 41,83 | 4          | 43,48 | 4          |
| Unión del Pueblo Navarro (UPN)                              | —     | —          | 32,03 | 3          | 37,40 | 4          | 41,93 | 4          | 51,32 | 5          | 36,19 | 4          | 38,48 | 4          | 35,98 | 3          |
| Agrupación Independiente de Sartaguda (AIS)                 | —     | —          | 23,78 | 2          | 22,94 | 2          | —     | —          | —     | —          | —     | —          | —     | —          | —     | —          |
| Eusko Abertzale Ekintza-Acción Nacionalista Vasca (EAE-ANV) | —     | —          | —     | —          | —     | —          | 16,9  | 1          | —     | —          | —     | —          | —     | —          | —     | —          |
| Euskal Herritarrok (EH)                                     | —     | —          | —     | —          | —     | —          | —     | —          | —     | —          | 17,57 | 1          | —     | —          | —     | —          |
| Herri Batasuna (HB)                                         | —     | —          | —     | —          | —     | —          | —     | —          | —     | —          | —     | —          | 16,95 | 1          | 19,35 | 2          |

## Cultura

### Patrimonio

#### Monumentos religiosos

##### Parroquia antigua del Rosario

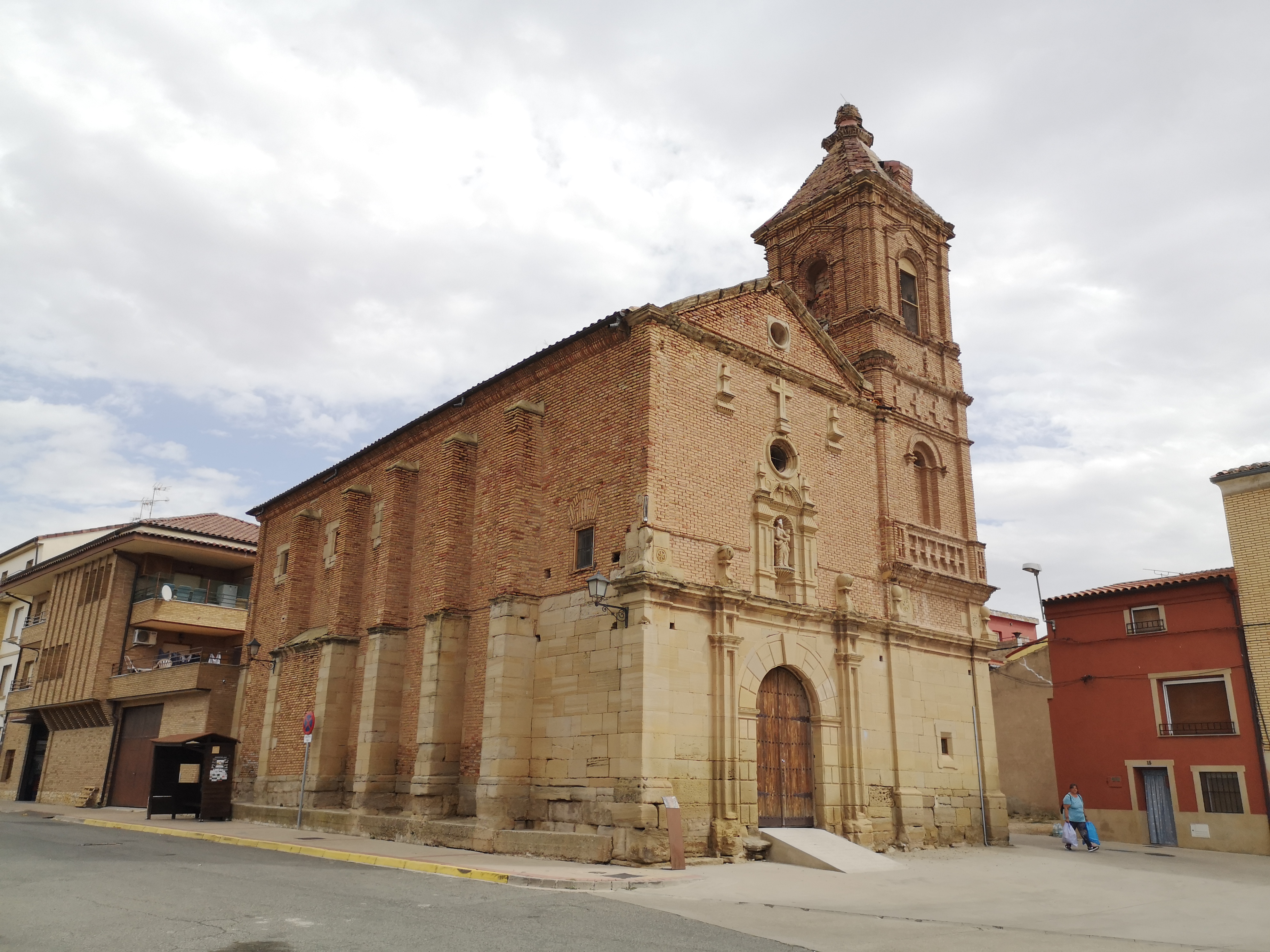
Antigua iglesia de la Virgen del Rosario

Es un edificio barroco del siglo XVIII que sustituyó a una edificación anterior datada en el siglo XVI. El templo está formado por una sola nave rectangular dividida en cinco tramos con cabecera recta y cubierta por una bóveda de medio cañón con lunetos sostenida por arcos fajones que a su vez se apoyan sobre dobles pilastras.
En el lado del Evangelio se encuentra un escudo sobre cartela de cueros, timbrado por corona; es cuartelado por dos lises en el primero, cadenas en el segundo, lis en el tercero y dos leones pasantes en el cuarto. En los ángulos de la cabecera todavía persisten placas decorativas de rocalla. A los pies del templo se levanta el coro sobre un arco de medio punto. A la cabecera por el lado de la Epístola se adosa la sacristía cuadrada con bóveda de aristas, a la que precede una estancia rectangular dividida en dos tramos cubiertos por bóveda de medio cañón con lunetos y arcos fajones que apoyan en placas.
En el exterior se utiliza el ladrillo combinado con piedra de sillería que se utilizó irregularmente en los contrafuertes laterales, y el primer cuerpo de la fachada. En los muros laterales, entre los contrafuertes se abren pequeñas ventanas con enmarque de sillar. La fachada se alza a los pies de la iglesia y consta de dos cuerpos y frontón triangular con óculo de remate. El primer cuerpo de sillería lo centra una puerta de medio punto con las dovelas almohadilladas, entre pilastras cajeadas donde apoya la cornisa que da paso al segundo cuerpo y unas bolas decorativas. El segundo cuerpo, construido en ladrillo, lo ocupa una hornacina entre pilastras cajeadas que remata en un frontón curvo envuelto en volutas y cobija una escultura de la Virgen del Rosario. Sobre la hornacina se sitúa un óculo y una cruz entre pirámides, todo ello labrado en piedra.
A la fachada se adosa por el lado de la Epístola la torre cúbica de manera que llega a formar parte de la misma. La constituye un primer cuerpo de sillar entre pilastras, un segundo de ladrillo y el remate. En los frentes del segundo cuerpo se abren medios puntos ceñidos tanto por la parte superior como por la inferior por fajas decorativas de labores geométricas. En el cuerpo de campanas se sitúan medios puntos entre pilastras y frontón triangular de remate que da paso a una cornisa donde apoya el chapitel piramidal del coronamiento.

##### Parroquia nueva del Rosario

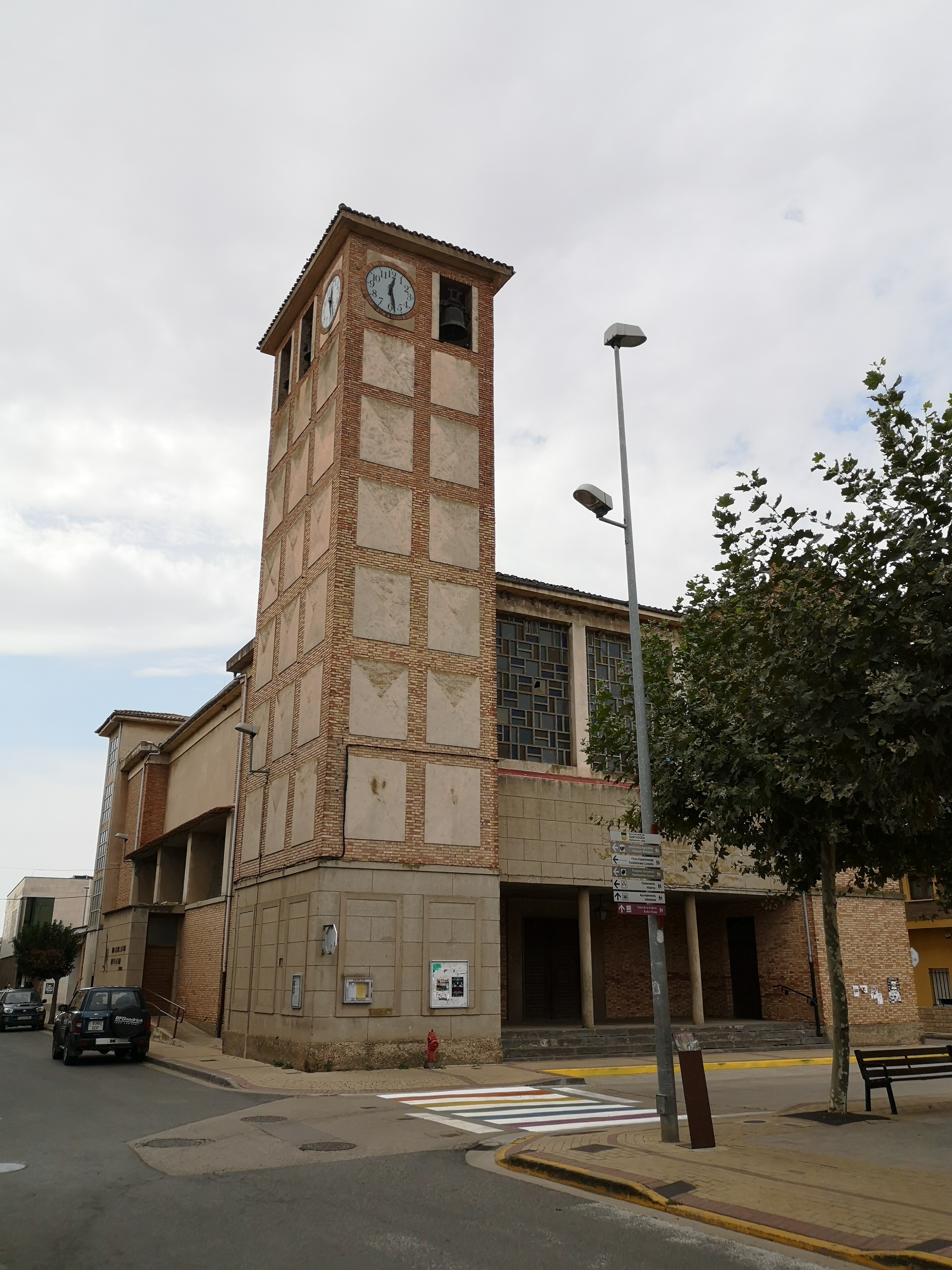
Nueva parroquia del Rosario

Los cultos se trasladaron de la antigua parroquia barroca a esta moderna en 1969, y así mismo, parte del exorno.
Especial interés por su calidad artística ofrece un Crucificado de tamaño mayor que el natural, fechable a comienzos del siglo XVII, con estilística propia del Romanismo tardío. Destaca además de potencia y modelado del torso, con avances hacia el naturalismo en la tendencia a marcar costillas y cintura, por su magnífica cabeza, con rostro de perfil aguileño y ojos rasgados, reflejando serenidad. La cabellera y la barba, de tratamiento plástico, enmarcan el rostro. Todos estos caracteres relacionan este Cristo con el de la parroquia de Cintruénigo. Apoya esta atribución el que esté documentada la realización de un retablo por Juan de Biniés para la parroquia de Sartaguda.
En el interior de la capilla bautismal se localiza un retablo dedicado a la Virgen de los Remedios, barroco de hacia 1740 cuya traza mixtilínea consta de banco con ménsulas de niños atlantes y tableros de follaje, cuerpo de dobles columnas salomónicas ricamente decoradas y ático curvo así mismo profusamente ornamentado. Lo preside la Virgen de los Remedios, también llamada de la Monlora, que procede de su desaparecida ermita. Se trata de una Virgen sedente con el Niño, de estilo romanista de finales del siglo XVI, relacionada con Bernabé Imberto debido al parecido que presenta con la de Allo.

#### Lugares de interés

##### Parque de la Memoria
En Sartaguda, se encuentra el parque de la Memoria en homenaje a estas víctimas de la guerra civil. Se inauguró el 10 de mayo de 2008 con presencia de miles de personas, muchos de ellos familiares de los fusilados y de personas conocidas del ámbito académico y cultural y de todos los partidos políticos, con la excepción de UPN y del CDN.
Tiene 6.000 metros cuadrados, en un terreno cedido por el ayuntamiento y la obra central del parque es un muro de siete metros donde se recogen los nombres de 3.431
víctimas. Estos están divididos en los 2.700 vecinos fusilados en sus pueblos, los 567 que murieron en el Fuerte San Cristóbal, los navarros muertos en el campo de concentración de Mauthausen de Austria y los que perdieron la vida en los trabajos forzados impuestos como castigo por el franquismo. Cuenta con obras de Joxe Ulibarrena, José Ramón Anda y Néstor Basterretxea, y varias placas donde se recogerán escritos de Pablo Antoñana, Bernardo Atxaga, Castillo Suárez, Jokin Muñoz, Montxo Armendáriz y José María Jimeno Jurío.
La Asociación Pueblo de las Viudas/Alargunen Herriko Elkartea, además de ser una de las principales impulsoras junto a AFNA 1936 de la construcción del Parque de la Memoria, ha puesto en marcha una página web que sirva para dar noticia de la vida del Parque, las principales visitas y eventos, así como para canalizar las ayudas y las visitas guiadas para quienes las requieran.
El 28 de marzo de 2009 se colocó una placa en la entrada del ayuntamiento de Sartaguda en recuerdo al alcalde, los cinco ediles y los vecinos asesinados en 1936.

## Cultura

### Fiestas y eventos
- San Antón (17 de enero): Patrón del pueblo. Se celebra procesión con el santo por las calles del pueblo. Suelen agruparse las cuadrillas en torno a la hoguera o comer suculentos asados de cordero o cochinillo. En ocasiones, el Ayuntamiento organiza partidos de pelota en el frontón cubierto y la Peña Juvenil organiza, en local cerrado, orquestas hasta altas horas de la madrugada, junto con el tradicional ron quemado.

- San Isidro Labrador (15 de mayo): En honor a este santo se celebra una misa y la posterior procesión, a la cual asisten los agricultores del pueblo, los cuales son la inmensa mayoría. También se organiza en local cerrado, por parte de la Peña de Jóvenes, una orquesta.

- San Pedro (29 de junio y el fin de semana más próximo): La Peña de Jóvenes organiza las fiestas de la juventud y durante estos días se puede disfrutar la charanga, orquesta en la plaza, vaquillas, parques infantiles y otras actividades como comidas y cenas populares. Por estas fechas se viene organizando de forma estable un ciclo de teatro en la calle.

- Fiestas Patronales (7 al 13 de agosto): Estas fiestas han ido cambiando a lo largo de los años. En un principio se celebraban en el mes de septiembre, más tarde en octubre y por fin, en la actualidad en esta época estival, casi después de las de Lodosa. El día grande es el 8 de agosto, festividad de Nuestra Señora del Rosario. Durante las fiestas, todos los días podemos disfrutar de un amplio número de actividades gratuitas en la calle: encierros, orquestas, parques infantiles (3 días), fuegos artificiales (el día 8 de agosto), comidas populares, y un sinfín de buenos momentos.

- Feria del Melocotón (15 de agosto): Feria iniciada en 2012, y celebrada el 15 de agosto de cada año, dedicada al melocotón. Se organizan exposiciones y ventas, degustaciones, talleres y actividades varias en torno al melocotón, además de un concurso de postres donde el melocotón es el ingrediente principal. También hay puestos de artesanía.

- Virgen del Rosario (7 de octubre): En esta fecha, en un principio se celebraban las fiestas patronales. Se cambiaron por problemas con el calendario agrícola. Es otra de las fechas recuperadas con actos como orquestas, comidas populares o partidos de pelota en el frontón cubierto.

- Virgen de la Monlora (15 de diciembre): Es la festividad de la cofradía del mismo nombre, la cual reparte en esta fecha los ya tradicionales bollos de pan y botellas de vino bendecidas, así como lotería entre sus cofrades.